# Bagdad (Arizona)
Bagdad é uma Região censo-designada localizada no estado americano de Arizona, no Condado de Yavapai.

## Demografia
Segundo o censo americano de 2000, a sua população era de 1578 habitantes.

## Geografia
De acordo com o United States Census Bureau tem uma área de
20,4 km², dos quais 20,4 km² cobertos por terra e 0,0 km² cobertos por água. Bagdad localiza-se a aproximadamente 1007 m acima do nível do mar.

## Localidades na vizinhança
O diagrama seguinte representa as localidades num raio de 64 km ao redor de Bagdad.